# Noul val românesc
Noul val românesc (alternativ Noul Cinema Românesc, engleză: Romanian New Wave) este un termen-umbrelă aplicat unei serii de filme produse în România începând cu mijlocul anilor 2000 și recunoscute pe plan internațional, primele pelicule din această serie fiind două scurt-metraje românești din 2004, și anume Un cartuș de Kent și un pachet de cafea, în regia lui Cristi Puiu, care a câștigat Ursul de Aur la Festivalul Internațional de Film de la Berlin, și Trafic, în regia lui Cătălin Mitulescu, care a câștigat premiul Palme d'Or la Festivalul Internațional de Film de la Cannes,  curentul omonim franțuzesc al anilor '60 constituind una dintre principalele surse de inspirație ale noii mișcări cinematografice românești.

## Teme
Din punct de vedere  estetic, filmele Noului Val Românesc sunt caracterizate printr-un stil auster,  realist și, de cele mai multe ori, minimalist, în care tinde să predomine umorul negru. Deși o mare parte a acestora înfățișează sfârșitul anilor '80, înspre finalul regimului totalitar al lui Nicolae Ceaușescu, explorând tema libertății și adaptabilității sub dictatura comunistă (4 luni, 3 săptămâni și 2 zile, Hârtia va fi albastră, Cum mi-am petrecut sfârșitul lumii, Amintiri din Epoca de Aur), altele însă (Moartea domnului Lăzărescu, California Dreamin', Marți, după Crăciun) se desfășoară în  România modernă și examinează amprenta marcantă lăsată de tranziția post-decembristă la capitalism, economie de piață și democrație asupra societății românești a ultimelor două decenii.

## Filme premiate internațional
Filmele și regizorii Noului Val Românesc au câștigat numeroase  premii remarcabile la prestigioase festivaluri internaționale de film acreditate FIAPF. Mai jos sunt enumerate câteva exemple:
| Regizor               | Titlu                                                    | An   |                            | Premii |
| --------------------- | -------------------------------------------------------- | ---- | -------------------------- | --- |
| Cristi Puiu           | Un cartuș de Kent și un pachet de cafea                  | 2004 | Germania                   | Ursul de Aur pentru cel mai bun scurt-metraj la Festivalul Internațional de Film de la Berlin                                                                        |
| Cătălin Mitulescu     | Trafic                                                   | 2004 | Franța                     | Palme d'Or pentru cel mai bun scurt-metraj la Festivalul Internațional de Film de la Cannes                                                                          |
| Corneliu Porumboiu    | Călătorie la oraș                                        | 2004 | Franța                     | Premiul al doilea Cinefondation la Festivalul Internațional de Film de la Cannes                                                                                     |
| Cristi Puiu           | Moartea domnului Lăzărescu                               | 2005 | Franța                     | Premiul Un Certain Regard la Festivalul Internațional de Film de la Cannes Primul lung-metraj care a propulsat noua mișcare pe scena internațională.                 |
| Cătălin Mitulescu     | Cum mi-am petrecut sfârșitul lumii                       | 2006 | Franța                     | Cea mai bună actriță în secțiunea "Un Certain Regard" la Festivalul Internațional de Film de la Cannes                                                               |
| Corneliu Porumboiu    | A fost sau n-a fost?                                     | 2006 | Franța                     | Caméra d'Or la Festivalul Internațional de Film de la Cannes |
| Cristian Mungiu       | 4 luni, 3 săptămâni și 2 zile                            | 2007 | Franța                     | Palme d'Or la Festivalul Internațional de Film de la Cannes |
| Cristian Nemescu      | California Dreamin'                                      | 2007 | Franța                     | Premiul "Un Certain Regard" la Festivalul Internațional de Film de la Cannes                                                                                         |
| Adrian Sitaru         | Pescuit sportiv                                          | 2008 | Statele Unite ale Americii | Premiat în secțiunea "New Voices/New Vision" la Festivalul Internațional de Film de la Palm Springs                                                                  |
| Bogdan Mustață        | O zi bună de plajă                                       | 2008 | Germania                   | Ursul de Aur pentru cel mai bun scurt-metraj la Festivalul Internațional de Film de la Berlin                                                                        |
| Marian Crișan         | Megatron                                                 | 2008 | Franța                     | Palme d'Or pentru cel mai bun scurt-metraj la Festivalul Internațional de Film de la Cannes                                                                          |
| Radu Jude             | Cea mai fericită fată din lume                           | 2009 | Germania                   | Premiul "CICAE-Forum" la Festivalul Internațional de Film de la Berlin                                                                                               |
| Corneliu Porumboiu    | Polițist, adjectiv                                       | 2009 | Franța                     | Premiul Juriului în secțiunea "Un Certain Regard" la Festivalul Internațional de Film de la Cannes                                                                   |
| Florin Șerban         | Eu când vreau să fluier, fluier                          | 2010 | Germania                   | Marele Premiu al Juriului (Ursul de Argint) la Festivalul Internațional de Film de la Berlin                                                                         |
| Cristi Puiu           | Aurora                                                   | 2010 | Cehia                      | Premiul "East of the West" la Festivalul Internațional de Film de la Karlovy Vary                                                                                    |
| Marian Crișan         | Morgen                                                   | 2010 | Elveția                    | Marele Premiu al Juriului la Festivalul Internațional de Film de la Locarno                                                                                          |
| Bogdan George Apetri  | Periferic                                                | 2010 | Polonia                    | Premiul FIPRESCI la Festivalul Internațional de Film de la Varșovia                                                                                                  |
| Radu Muntean          | Marți, după Crăciun                                      | 2010 | Argentina                  | Cea mai bună actriță la Festivalul Internațional de Film de la Mar del Plata                                                                                         |
| Adrian Sitaru         | Din dragoste cu cele mai bune intenții                   | 2011 | Elveția                    | Cel mai bun regizor la Festivalul Internațional de Film de la Locarno                                                                                                |
| Cristian Mungiu       | După dealuri                                             | 2012 | Argentina · Franța         | Ástorul de Aur la Festivalul Internațional de Film de la Mar del Plata Cel mai bun scenariu și Cea mai bună actriță la Festivalul Internațional de Film de la Cannes |
| Călin Peter Netzer    | Poziția copilului                                        | 2013 | Germania                   | Ursul de Aur la Festivalul Internațional de Film de la Berlin |
| Tudor Cristian Jurgiu | În acvariu                                               | 2013 | Franța                     | Premiul al treilea "Cinefondation" la Festivalul Internațional de Film de la Cannes                                                                                  |
| Radu Jude             | Aferim!                                                  | 2015 | Germania                   | Ursul de Argint pentru cel mai bun regizor la Festivalul Internațional de Film de la Berlin                                                                          |
| Corneliu Porumboiu    | Comoara                                                  | 2015 | Franța                     | Premiul "Un Certain Talent" în secțiunea "Un Certain Regard" la Festivalul Internațional de Film de la Cannes                                                        |
| Florin Șerban         | Box                                                      | 2015 | Cehia                      | Premiul FIPRESCI la Festivalul Internațional de Film de la Karlovy Vary                                                                                              |
| Bogdan Mirică         | Câini                                                    | 2016 | Franța                     | Premiul FIPRESCI în secțiunea Un Certain Regard la Festivalul Internațional de Film de la Cannes                                                                     |
| Cristian Mungiu       | Bacalaureat                                              | 2016 | Franța                     | Cel mai bun regizor la Festivalul Internațional de Film de la Cannes                                                                                                 |
| Cristi Puiu           | Sieranevada                                              | 2016 | Statele Unite ale Americii | Hugoul de Aur și cel de Argint la Festivalul Internațional de Film de la Chicago                                                                                     |
| Radu Jude             | Inimi cicatrizate                                        | 2016 | Elveția · Argentina        | Marele Premiu al Juriului la Festivalul Internațional de Film de la Locarno Cel mai bun regizor la Festivalul Internațional de Film de la Mar del Plata              |
| Călin Peter Netzer    | Ana, mon amour                                           | 2017 | Germania                   | Ursul de Argint pentru cea mai bună realizare artistică la Festivalul Internațional de Film de la Berlin                                                             |
| Adina Pintilie        | Nu mă atinge                                             | 2018 | Germania                   | Ursul de Aur la Festivalul Internațional de Film de la Berlin |
| Radu Jude             | Îmi este indiferent dacă în istorie vom intra ca barbari | 2018 | Cehia                      | Globul de Cristal la Festivalul Internațional de Film de la Karlovy Vary                                                                                             |
| Cristi Puiu           | Malmkrog                                                 | 2020 | Germania                   | Cel mai bun regizor în secțiunea Encounters la Festivalul Internațional de Film de la Berlin                                                                         |
| Radu Jude             | Babardeală cu bucluc sau porno balamuc                   | 2021 | Germania                   | Ursul de Aur la Festivalul Internațional de Film de la Berlin |

Legendă:
|  | Cel mai bun lung-metraj                                           |
|  | Cel mai bun scurt-metraj sau Premiul al doilea pentru lung-metraj |
|  | Cel mai bun regizor                                               |

## Alte exemple notabile
| Regizor                  | Titlu                                             | An   | Note                                                                |
| ------------------------ | ------------------------------------------------- | ---- | ------------------------------------------------------------------- |
| Cristi Puiu              | Marfa și banii                                    | 2001 | Debutul regizoral al lui Cristi Puiu                                |
| Nae Caranfil             | Filantropica                                      | 2002 |                                                                     |
| Cristian Mungiu          | Occident                                          | 2002 | Primul lung-metraj al lui Cristian Mungiu                           |
| Lucian Pintilie          | Niki Ardelean, colonel în rezervă                 | 2003 | Ultimul lung-metraj al lui Lucian Pintilie                          |
| Corneliu Porumboiu       | Visul lui Liviu                                   | 2004 |                                                                     |
| Tudor Giurgiu            | Legături bolnăvicioase                            | 2006 | Comparat cu My Summer of Love                                       |
| Cristian Nemescu         | Marilena de la P7                                 | 2006 | Ultimul scurt-metraj al lui Cristian Nemescu                        |
| Radu Muntean             | Hârtia va fi albastră                             | 2006 |                                                                     |
| Gheorghe Preda           | Îngerul necesar                                   | 2007 | Tematic diferit față de celelalte. Nepreocupat cu probleme sociale. |
| Radu Muntean             | Boogie                                            | 2008 |                                                                     |
| Cristian Mungiu et alii  | Amintiri din Epoca de Aur                         | 2009 |                                                                     |
| Răzvan Rădulescu et alii | Felicia, înainte de toate                         | 2009 |                                                                     |
| Bobby Păunescu           | Francesca                                         | 2009 |                                                                     |
| Andrei Gruzsniczki       | Cealaltă Irina                                    | 2009 |                                                                     |
| Călin Peter Netzer       | Medalia de onoare                                 | 2009 |                                                                     |
| Constantin Popescu       | Portretul luptătorului la tinerețe                | 2010 |                                                                     |
| Cătălin Mitulescu        | Loverboy                                          | 2011 |                                                                     |
| Radu Jude                | Toată lumea din familia noastră                   | 2012 |                                                                     |
| Corneliu Porumboiu       | Când se lasă seara peste București sau Metabolism | 2013 |                                                                     |
| Nae Caranfil             | Mai aproape de lună                               | 2014 |                                                                     |
| Ana Lungu                | Autoportretul unei fete cuminți                   | 2015 |                                                                     |
| Radu Muntean             | Un etaj mai jos                                   | 2015 |                                                                     |